# Barangaroo (quartier)

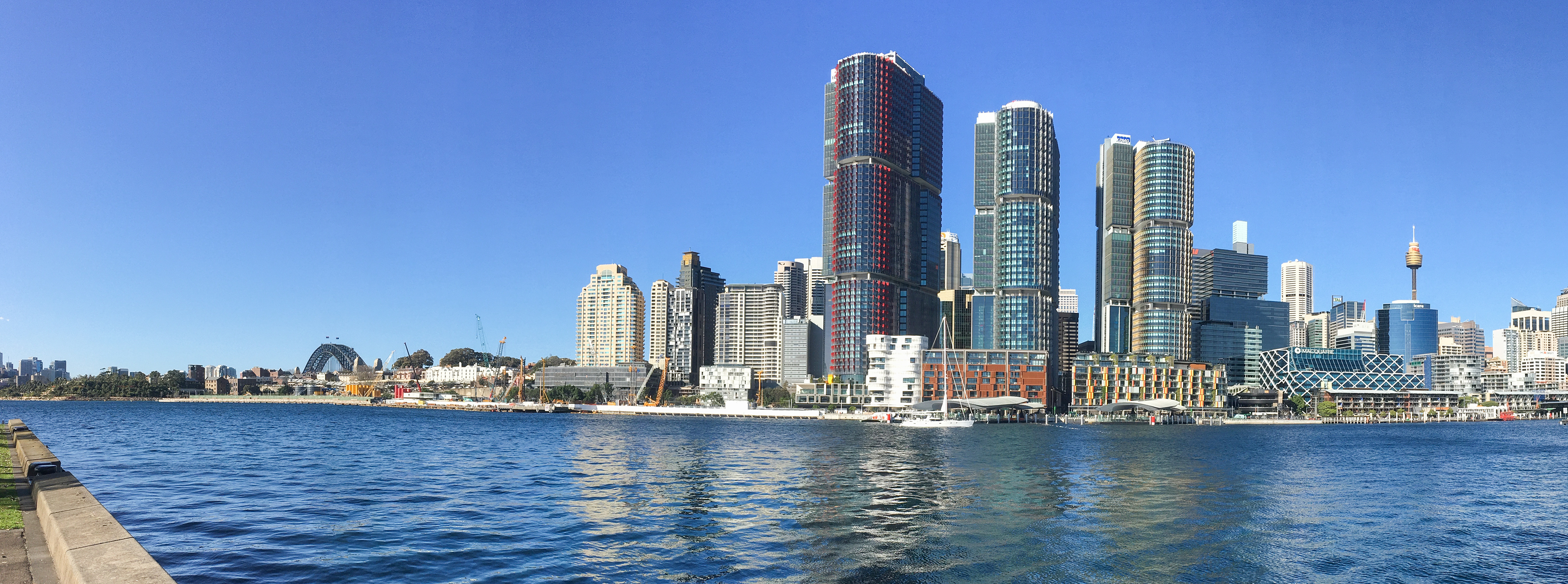
Vue de Barangaroo.

Barangaroo est un quartier australien en réhabilitation, situé à Sydney. Historiquement lié à la pêche, le site de Barangaroo est en cours de réhabilitation pour être occupé par des bureaux et des logements, l'ensemble du projet de réhabilitation devant être réalité pour 2023.
En 2008, le site de Barangaroo est utilisé pour les journées mondiales de la jeunesse 2008, à Sydney. La messe d'ouverture et l'accueil du pape sont célébrés sur le lieu.